# Roland Dudziak
Roland Dudziak  (* 14. Juli 1962 in Wolfen/Sachsen-Anhalt, ehemals Bezirk Halle/Saale, DDR) ist ein deutscher Ringer, der bei den Ringer-Weltmeisterschaften 1985 eine Silbermedaille im Halbschwergewicht errang, aber den Hochleistungssport im selben Jahr verletzungsbedingt aufgeben musste.

## Leben und Erfolge
Dudziak wuchs in der DDR auf und begann im Frühjahr 1970 gemeinsam mit seinem ein Jahr älteren Bruder Hagen mit dem Ringen.
Seit seinen ersten Sportlerjahren verzeichnete er Erfolge im Schüler- und Jugendbereich. Nach mehrmaligen Kreis-, Bezirks- und DDR-Meistertiteln wurde er 1976 von der Sportgemeinschaft Bitterfeld zur Sportschule nach Luckenwalde delegiert, wo er für den Luckenwalder Sportclub startete. Dort hatte Dudziak die Möglichkeit, gemeinsam mit Weltklasseringern wie Roland Gehrke (Europa- und Weltmeister), Harald Büttner (Europa- und Weltmeister) und Hans-Dieter Brüchert (mehrfacher Medaillengewinner bei Europa- und Weltmeisterschaften und Olympiazweiter) zu trainieren. Zu seinen Trainern gehörten Reinhold Kwasny, Fred Hempel, Reinhard Mehlhorn und Wolfgang Brösicke.
National konnte sich Roland Dudziak mit Uwe Neupert (Europa- und Weltmeister) und Torsten Wagner (Vize-Weltmeister 1986) messen, was ihn in seiner sportlichen Entwicklung weiterbrachte.
Bei ersten Einsätzen 1985 im Halbschwergewicht (90 kg) in der Freistil-Nationalmannschaft der DDR war Roland Dudziak erfolgreich. 1985 gewann er in dieser Gewichtsklasse das Internationale FILA-Turnier in der Mongolei und den Großen Preis der BRD in Aschaffenburg. Nach dem zweiten Platz bei den Internationalen Rumänischen Meisterschaften wurde Roland Dudziak von der DDR für die Weltmeisterschaften in Budapest (Ungarn) nominiert, wo er den zweiten Platz hinter William Scherr (USA) erreichte. Im Gruppenfinale verlor er gegen den später disqualifizierten iranischen Ringer Mohammad Hassan Mohebbi, der im WM-Finale gegen William Scherr verlor.
Auf Grund seiner internationalen Turnierleistungen im Jahr 1985 wurde Roland Dudziak in der Freistil-Weltrangliste der FILA (Internationaler Amateur-Ringer-Verband) im Halbschwergewicht auf dem zweiten Platz geführt.
Verletzungsbedingt musste Roland Dudziak nach den Weltmeisterschaften 1985 den Ringkampfsport aufgeben.
Später wurde er als Kriminalbeamter in Brandenburg tätig.